# Étoile géante lumineuse
| Classes de luminosité dans le diagramme de Hertzsprung-Russell. · Les géantes correspondent à la classe III et les géantes lumineuses à la II.                                                                                 |
| Diagramme de Hertzsprung-Russell Type spectral Naines brunes Naines blanches Sous-naines Séquence principale · ("naines") Sous-géantes Géantes Étoiles géantes lumineuses Supergéantes Hypergéantes Magnitude · absolue · (MV) |

Une étoile géante lumineuse est une étoile de classe de luminosité II. Dans le diagramme de Hertzsprung-Russell, les géantes et les géantes lumineuses forment deux branches au-dessus de la séquence principale. Elles se situent entre les supergéantes et les géantes quant au rayon (10–100 rayons solaires) et de luminosité (10–1 000 luminosités solaires) pour une température effective donnée. 

## Exemples
- Epsilon Canis Majoris (Adhara) : géante lumineuse bleue-blanche (type B)
- Gamma Canis Majoris (Muliphein) : géante lumineuse bleue-blanche
- Theta Scorpii (Sargas) : géante lumineuse jaune-blanche (type F)
- Beta Capricorni (Dabih) : géante lumineuse jaune (type G)
- Alpha Hydrae (Alphard) : géante lumineuse orange (type K)
- Alpha Herculis (Rasalgethi) : géante lumineuse rouge (type M).